# Ancita setosa
Ancita setosa är en skalbaggsart som beskrevs av Stefan von Breuning 1940. Ancita setosa ingår i släktet Ancita och familjen långhorningar. Inga underarter finns listade i Catalogue of Life.